# Vencer (franquicia)
Vencer es una franquicia mexicana de telenovelas dramáticas creada y producida por Rosy Ocampo para TelevisaUnivision (entre 2020 y 2021 por Grupo Televisa) y transmitidas por Las Estrellas. Cada telenovela, gira en torno a cuatro mujeres de diferentes edades, que abordan problemas y temas relacionados con la mujer de hoy en día, como la violencia de género, el embarazo adolescente, el ciberacoso y el duelo entre otros.

## Listado de producciones
| Serie              | Temporada | Temporada | Episodios | Episodios | Emisión original      | Emisión original       |
| Serie              | Temporada | Temporada | Episodios | Episodios | Primera emisión       | Última emisión         |
| ------------------ | --------- | --------- | --------- | --------- | --------------------- | ---------------------- |
| Vencer el miedo    |           | 1         | 47        | 47        | 20 de enero de 2020   | 22 de marzo de 2020    |
| Vencer el desamor  |           | 1         | 93        | 93        | 12 de octubre de 2020 | 19 de febrero de 2021  |
| Vencer el pasado   |           | 1         | 85        | 85        | 12 de julio de 2021   | 5 de noviembre de 2021 |
| Vencer la ausencia |           | 1         | 80        | 80        | 18 de julio de 2022   | 4 de noviembre de 2022 |
| Vencer la culpa    |           | 1         | 80        | 80        | 26 de junio de 2023   | 13 de octubre de 2023  |

### Vencer el miedo(2020)
Vencer el miedo sigue la vida de cuatro mujeres que con un mundo en contra, tendrán que luchar por el lugar que merecen. Inés (Arcelia Ramírez) necesitará aprender a valorarse tras las constantes humillaciones de su esposo, Cristina (Jade Fraser) deberá perder el miedo ante un mundo de machismo y acoso, Marcela (Paulina Goto) deberá de mostrar su inocencia por un crimen que no cometió y Areli (Emilia Berjón), saber esperar su momento de la primera vez con su novio.

### Vencer el desamor(2020-21)
Vencer el desamor sigue la vida de cuatro mujeres que enfrentarán el mundo con sororidad, Bárbara (Daniela Romo) aprenderá a vivir en un nido vació tras la muerte de su esposo y la independencia de sus hijos, Ariadna (Claudia Álvarez) con el abandono de su marido tras saber que su hijo tiene el síndrome de Asperger, Dafne (Julia Urbini) con la reciente viudez para sacar adelante a sus dos pequeños hijos y Gemma (Valentina Buzzurro), con un embarazo no deseado tras ser víctima de estupro.

### Vencer el pasado(2021)
Vencer el pasado sigue la vida de cuatro mujeres que con un mundo en contra, tendrán que enfrentarse al presente para mirar al futuro. Renata (Angelique Boyer) luchará contra el linchamiento digital que amenaza su vida personal y su carrera profesional. Carmen (Erika Buenfil) deberá superar la traición junto con sus propios prejuicios, al igual que su hija Danna (Ana Paula Martínez), que deberá de dejar de esconderse detrás del estilo de vida que también perdió y Mariluz (Arantza Ruiz), debe de reponerse del escándalo sexual local que la obligó a huir de su casa.

### Vencer la ausencia(2022)
Vencer la ausencia sigue la vida de cuatro amigas entrañables que las une una tragedia que lo cambiará todo. Julia (Ariadne Díaz) buscará pistas con la desaparición de su marido y terminar con el dolor de su hijo pequeño. Esther (Mayrín Villanueva) enfrentará la pérdida de su único hijo. Celeste (Alejandra Barros) deberá luchar contra la enfermedad que pondrá en riesgo su maternidad y su matrimonio. Y Rayo (María Perroni Garza), deberá salir adelante con un futuro sin su madre.

### Vencer la culpa(2023)
Vencer la culpa sigue la vida de cuatro mujeres que se unirán para enfrentar el peso de sus propias culpas. Paloma (Claudia Martín) el no poder dejar a sus padres para lograr superarse como mujer. Manuela (Gabriela de la Garza) con el trabajo que la alejó de su hija. Amanda (María Sorté) con el divorcio que la distanció de su familia. Y Yaneli (Romina Poza) tendrá que guardar silencio sobre la desaparición de una joven para proteger a su hermano.

## Reparto
| Actor                  | Rango y personaje por producción | Rango y personaje por producción    | Rango y personaje por producción | Rango y personaje por producción | Rango y personaje por producción |
| Actor                  | Vencer el miedo                  | Vencer el desamor                   | Vencer el pasado                 | Vencer la ausencia               | Vencer la culpa                  |
| ---------------------- | -------------------------------- | ----------------------------------- | -------------------------------- | -------------------------------- | -------------------------------- |
| Paulina Goto           | Marcela Durán Bracho             | Marcela Durán Bracho                |                                  | Marcela Durán Bracho             |                                  |
| Arcelia Ramírez        | Inés Bracho                      |                                     | Inés Durán                       |                                  |                                  |
| Jade Fraser            | Cristina Durán Bracho            |                                     | Cristina Durán Bracho            |                                  |                                  |
| Danilo Carrera         | Omar Cifuentes                   |                                     |                                  | Ángel Funes                      |                                  |
| Emmanuel Palomares     | Rommel Guajardo                  | Gael Falcón AlbarránRommel Guajardo |                                  |                                  |                                  |
| Alberto Estrella       | Vicente Durán                    |                                     |                                  |                                  |                                  |
| Emilia Berjón          | Areli Bracho Mendoza             |                                     |                                  |                                  |                                  |
| Beatriz Moreno         | Doña Efigenia «Efi» Cruz         | Doña Efigenia «Efi» Cruz            | Doña Efigenia «Efi» Cruz         |                                  | Doña Efigenia «Efi» Cruz         |
| Carlos Bonavides       | Padre Antero                     | Padre Antero                        | Padre Antero                     |                                  |                                  |
| Jonathan Becerra       | El Yeison                        | El Yeison                           |                                  |                                  |                                  |
| Beng Zeng              | Marco Arizpe «La Liendre»        | Marco Arizpe «La Liendre»           |                                  |                                  | Marco Arizpe «La Liendre»        |
| Ariane Pellicer        | Guadalupe «Lupe» Guajardo        | Guadalupe «Lupe» Guajardo           |                                  |                                  |                                  |
| Bárbara Falconi        | Susana López                     | Cassandra Ríos                      |                                  |                                  |                                  |
| Daniela Romo           | Bárbara Albarrán de Falcón       | Bárbara Albarrán de Falcón          |                                  |                                  |                                  |
| Claudia Álvarez        |                                  | Ariadna López Hernández             | Ariadna López Hernández          |                                  |                                  |
| Julia Urbini           |                                  | Dafne Falcón Miranda                |                                  |                                  |                                  |
| Valentina Buzzurro     |                                  | Gemma Corona Albarrán               | Gemma Corona Albarrán            |                                  |                                  |
| David Zepeda           |                                  | Álvaro Falcón Albarrán              |                                  | Jerónimo Garrido                 |                                  |
| Altaír Jarabo          |                                  | Olga Collado                        |                                  |                                  |                                  |
| Juan Diego Covarrubias |                                  | Eduardo Falcón Albarrán             |                                  |                                  |                                  |
| Leonardo Daniel        |                                  | Lino Ferrer #1                      | Lisandro Mascaró                 |                                  |                                  |
| Marco Treviño          |                                  | Lino Ferrer #2                      |                                  |                                  |                                  |
| Andrés Vásquez         |                                  | Dimitrio «Dimi» Pacheco             | Dimitrio «Dimi» Pacheco          | Iván Camargo Noriega             |                                  |
| Angelique Boyer        |                                  |                                     | Renata Sánchez Vidal             | Renata Sánchez Vidal             |                                  |
| Erika Buenfil          |                                  |                                     | Carmen Medina                    |                                  |                                  |
| Arantza Ruiz           |                                  |                                     | Mariluz Blanco                   |                                  |                                  |
| Ana Paula Martínez     |                                  |                                     | Danna Cruz Medina                |                                  |                                  |
| Sebastián Rulli        |                                  |                                     | Darío Valencia / Mauro Álvarez   |                                  |                                  |
| África Zavala          |                                  |                                     | Fabiola Mascaró                  |                                  |                                  |
| Manuel "Flaco" Ibáñez  |                                  |                                     | Camilo Sánchez                   |                                  |                                  |
| Leticia Perdigón       |                                  |                                     | Sonia Vidal                      |                                  |                                  |
| Ferdinando Valencia    |                                  |                                     | Javier Mascaró                   |                                  |                                  |
| Horacio Pancheri       |                                  |                                     | Alonso Cancino                   |                                  |                                  |
| Miguel Martínez        |                                  |                                     | Erik Sánchez Vidal               | Erik Sánchez Vidal               |                                  |
| María Perroni Garza    |                                  |                                     | Rita Lozano                      | María del Rayo «Rayo» Funes Rojo | María del Rayo «Rayo» Funes Rojo |
| José Remis             |                                  |                                     | Samuel «Sammy»                   | Samuel «Sammy»                   |                                  |
| Ariadne Díaz           |                                  |                                     |                                  | Julia Miranda Chávez             | Julia Miranda Chávez             |
| Mayrín Villanueva      |                                  |                                     |                                  | Esther Noriega Luna              |                                  |
| Alejandra Barros       |                                  |                                     |                                  | Celeste Machado                  |                                  |
| Alexis Ayala           |                                  |                                     |                                  | Braulio Dueñas                   |                                  |
| Jesús Ochoa            |                                  |                                     |                                  | Rodolfo Miranda                  |                                  |
| Mariana Garza          |                                  |                                     |                                  | Margarita Rojo                   |                                  |

## Producción
Vencer el miedo fue anunciada por Rosy Ocampo —con el primer título provisional Rompiendo el silencio— junto con su regreso a la producción de telenovelas el 5 de junio de 2019; fue coproducida con Population Media Center, una Organización no gubernamental dedicada a hacer entretenimiento con un fin de lucro. El rodaje de la telenovela —ahora con el segundo título provisional Vencer el silencio— inició su rodaje en locaciones al sur de la Ciudad de México, junto con el claquetazo oficial el 2 de julio de 2019; mientras que su rodaje en estudio iniciaron el 8 de julio de ese mismo año, en el foro 10 de Televisa San Ángel. El rodaje de la telenovela finalizó el 18 de octubre de 2019 y se anunció el 25 de noviembre de 2019, que Vencer el miedo llevaría como título oficial la telenovela.
Vencer el desamor fue anunciada el 20 de enero de 2020 por Patricio Wills —presidente de Televisa Studios—, en el marco de la NAPTE 2020 junto con otras nuevas producciones, la cual, originalmente la telenovela tuvo como título provisional El ya no vive aquí. El 24 de febrero de 2020 se confirma que la producción entraría al mismo universo de su producción hermana Vencer el miedo, llevando oficialmente como título Vencer el desamor, la cual, Rosy Ocampo consolida e inicia una nueva franquicia en Televisa —después de la antología Fábrica de sueños—. El primer avance promocional se subió al canal oficial de Las Estrellas el 17 de marzo de 2020, mientras que el personaje de Daniela Romo hizo su primera aparición en una escena junto con Arcelia Ramírez, en el episodio final de Vencer el miedo. Originalmente, la producción de la telenovela tenía planeado iniciar el rodaje a inicios de abril de 2020 y estrenarse el 13 de julio de 2020 sustituyendo a Te doy la vida, pero debido a la Pandemia de COVID-19 en México, ya no se pudo realizar. El 29 de marzo de 2020, Televisa ordenó suspender grabaciones de cualquier programa grabado en sus foros de forma temporal, la cual, la producción no tuvo la oportunidad de iniciar grabaciones oficialmente. La producción junto con otras —como Te doy la vida, La mexicana y el güero e Imperio de mentiras—, retomaron grabaciones la primera semana de junio de 2020, dándose el banderazo de reinicio de grabaciones oficial el 16 del mismo mes por Alfonso de Angoitia y Bernardo Gómez, CEOs de Televisa. El 16 de junio de 2020, la producción se presentó durante el Up-front virtual de Univision para la temporada en televisión 2020-21. La telenovela oficialmente inicio rodaje el 29 de junio de 2020, previo a esta, la productora Rosy Ocampo, realizó una misa de arranque de grabaciones en donde estuvo presente parte del reparto. La telenovela finalizó rodaje el 16 de diciembre de 2020.
Vencer el pasado fue anunciado el 12 de enero de 2021. La telenovela inició rodaje el 8 de abril de 2021. El 30 de abril de 2021, Televisa lanzó un comunicado de prensa en donde confirma a Angelique Boyer, Erika Buenfil, Arantza Ruiz y Ana Paula Martínez, como las cuatro protagonistas femeninas de la historia. En mayo de 2021, la telenovela fue presentada en el Up-front de Univision para la temporada de televisión 2021-22. Las producción finalizó grabaciones el 28 de agosto de 2021.
Vencer la ausencia fue anunciada el 1 de noviembre de 2021 y durante la semana final de Vencer el pasado. Antes de su anuncio, la preproducción y los preparativos del guion de la entrega se fueron realizando desde septiembre de 2021, con el equipo de guionistas encabezado por Pedro Armando Rodríguez, junto con Gerardo Pérez, Alejandra Romero, Humberto Robles y Luis Mateos. La producción comenzó junto con el rodaje en exteriores el 5 de abril de 2022. El claquetazo oficial junto con el inicio de rodaje en foro se realizó el 19 de abril de 2022 en el foro 9 de Televisa San Ángel. La entrega esta de nueva cuenta dirigida por Benjamín Cann y Fernando Nesme, al lado de Manuel Barajas y Alfredo Mendoza como encargados de las cámaras y fotografía. La telenovela fue presentada el 17 de mayo de 2022, en el up-front de TelevisaUnivision para la programación de la temporada 2022-23.

## Audiencias
| Telenovela         | Temp. | Horario (CT)                                                       | Episodios | Primera emisión       | Primera emisión      | Última emisión         | Última emisión       | Prom. de espectadores (millones) |
| Telenovela         | Temp. | Horario (CT)                                                       | Episodios | Fecha                 | Audiencia (millones) | Fecha                  | Audiencia (millones) | Prom. de espectadores (millones) |
| ------------------ | ----- | ------------------------------------------------------------------ | --------- | --------------------- | -------------------- | ---------------------- | -------------------- | -------------------------------- |
| Vencer el miedo    | 1     | Lunes a viernes 18:30 - 19:30 h. Domingo 20:00 - 22:00 h. (ep. 46) | 46        | 20 de enero de 2020   | 3.1                  | 22 de marzo de 2020    | 3.8                  | 3.2                              |
| Vencer el desamor  | 1     | Lunes a viernes 20:30 - 21:30 h.                                   | 93        | 12 de octubre de 2020 | 3.5                  | 21 de febrero de 2021  | 4.0                  | 3.5                              |
| Vencer el pasado   | 1     | Lunes a viernes 20:30 - 21:30 h.                                   | 85        | 12 de julio de 2021   | 3.3                  | 5 de noviembre de 2021 | 4.4                  | 3.6                              |
| Vencer la ausencia | 1     | Lunes a viernes 20:30 - 21:30 h.                                   | 80        | 18 de julio de 2022   | 3.3                  | 4 de noviembre de 2022 | 3.6                  | 3.0                              |